# Momodou Bojang (Fußballspieler)
Momodou Bojang (* 19. Juni 2001 in Brikama) ist ein gambischer Fußballspieler, der bei Real de Banjul unter Vertrag steht.

## Karriere

### Verein
Momodou Bojang wurde in Brikama, der zweitgrößten Stadt im westafrikanischen Staat Gambia, geboren. Seine Karriere begann er in seinem Geburtsort bei Brikama United. Im Oktober 2019 wechselte er in den Senegal zu Casa Sports, der zu den beliebtesten Sportvereinen in der Region Casamance zählt. Bereits ein Jahr später wechselte er zurück nach Gambia, zum Rainbow FC. Im Anschluss an die U20-Afrikameisterschaft wurde Bojang nach Portugal an den FC Famalicão verliehen. Für die U23-Mannschaft spielte er vierzehnmal in der Liga Revelação und erzielte vier Tore. Im Juni 2022 wurde der 20-jährige Angreifer weiter an Hibernian Edinburgh nach Schottland verliehen. Sein Debüt bei den Hibs gab er im schottischen Ligapokal gegen Bonnyrigg Rose Athletic am 17. Juli 2022, als er beim 4:1-Sieg für Ryan Porteous eingewechselt wurde. Im August kam er zu seinem Ligadebüt in der Scottish Premiership gegen Livingston.

### Nationalmannschaft
Momodou Bojang nahm mit der gambischen U20-Nationalmannschaft im Jahr 2021 an der Afrikameisterschaft in Mauretanien teil. Mit der Mannschaft wurde er Dritter, nachdem im Spiel um Platz 3 Tunesien im Elfmeterschießen besiegt worden war. Bojang absolvierte alle sechs Turnierspiele von Gambia und konnte in der Gruppenphase gegen Tansania und im Viertelfinale gegen die Zentralafrikanische Republik jeweils ein Tor erzielen.